# Reichsforschungsgesellschaft für Wirtschaftlichkeit im Bau- und Wohnungswesen
Die Reichsforschungsgesellschaft für Wirtschaftlichkeit im Bau- und Wohnungswesen (RFG) war von 1927 bis 1931 ein eingetragener Verein der Weimarer Republik mit dem Ziel einer Verbilligung und Verbesserung des Wohnungsbaus.

## Gründung und Mitglieder
Um der Wohnungsnot im Land entgegenzuwirken, verabschiedete der Reichstag im März 1926 ein Gesetz zur Förderung des Wohnungsbaus. Dafür wurde ein Ausschuss ins Leben gerufen, der neue Wege der Rationalisierung und Finanzierung des Bauwesens erforschen sollte. Die damalige Politikerin im Reichstag Marie-Elisabeth Lüders beantragte 1927 einen Teil der Fördersumme für Versuchsarbeiten auszugeben. Ihr Antrag wurde angenommen und der ursprüngliche Ausschuss zum Verein umgeformt, der RFG.
Die Gesellschaft bestand aus Architekten, Politikern, Wissenschaftlern und Vertretern der gemeinnützigen Wohnungswirtschaft. Mitglieder waren unter anderem Walter Gropius, Ernst May, Bruno Taut, Max Taut, Martin Wagner und Marie-Elisabeth Lüders. 
Das 1925 begonnene Projekt Neues Frankfurt wurde ab 1927 von der RFG begleitet, so etwa im Bau von Versuchshäusern mit Bimsbetonplatten in Blockbauweise. Aufgrund der Bezeichnung des Baumaterials wurde das „Frankfurter Montageverfahren“ auch als Plattenbauweise bezeichnet, was es nach technischer Sicht nicht darstellt. 
Ein Forschungsprojekt der RFG war die Versuchssiedlung Spandau Haselhorst. Die Entwürfe, an denen Walter Gropius maßgeblich beteiligt war, wurden allerdings nur teilweise umgesetzt.

## Auflösung
Das Reichsarbeitsministerium strich 1931 die Mittel für die RFG. Ein Grund dafür waren die hohen Erwartungen, die nur in Ansätzen erfüllt wurden. Die Gesellschaft litt unter Organisationsproblemen, einer ständigen Kritik aus der Fachwelt und vergab die Chance, große Baufirmen von ihrer Arbeit zu überzeugen. Hinzu kam die allgemeine Finanznot der krisengeschüttelten Republik. Im Juni 1931 löste sich die RFG auf.
Nachfolger wurde die Stiftung zur Förderung von Bauforschungen.